# Martin Bau
Martin Bau, slovenski plavalec, * 8. oktober 1994.
Bau je za Slovenijo nastopil na plavalnem delu Poletnih olimpijskih iger 2016 v Rio de Janeiru, kjer je osvojil 36. mesto na 1500 m prosto.